# Erik Salander (båtkonstruktör)
Erik Andreas Salander, född 27 oktober 1883, död 15 december 1957, var en svensk båtkonstruktör med stort inflytande över den tidiga segelsportens utveckling. 
Salander tog studentexamen 1903 och utbildade sig därefter  på Kungliga Tekniska högskolan i Stockholm och Chalmers tekniska högskola i Göteborg. Hans storhetstid var på 1910- och 1920-talen, då han konstruerade flest segelyachter. Alla hans ritningar är numrerade och mycket omsorgsfullt utförda. Han kallades "linjens mästare". 
I Sjöhistoriska Museets samlingar finns cirka 1 000  exemplar av ritningar på båtar och yachter av Salander. Han var far till förläggaren och översättaren Göran Salander. De är begravda på Norra begravningsplatsen utanför Stockholm.

## Konstruerade båtar i urval
- 1923 M/Y Wialla III, Önnereds båtvarv, Göteborg
- 1927 Kustkryssaren Delfin II (Svenska Kryssarklubbens första utlottningsbåt), Bertil Janssons varv, Rosättra Båtvarv, Norrtälje
- 1937 Segelbåten Rima, Tynningö båtvarv